# 2019冠状病毒病瓜德罗普疫情
2019冠状病毒病瓜德罗普疫情，介绍在2019新型冠狀病毒疫情中，在瓜德罗普发生的情况。
病毒于2020年3月12日确认已传播到法国的海外省瓜德罗普群岛地区。

## 时间轴

### 3月
2020年3月12日，瓜德罗普群岛确认了首例COVID-19病例。
3月15日，新增确诊3例，累计确诊6例。
3月16日，新增确诊12例，累计确诊18例。
3月17日，新增确诊9例，累计确诊27例。
3月18日，新增确诊6例，累计确诊33例
3月19日，新增确诊12例，累计确诊45例。
3月20日，新增确诊6例，累计确诊51例。
3月21日，新增确诊5例，累计确诊56例。
3月22日，新增确诊2例，累计确诊58例。
3月23日，新增确诊4例，累计确诊62例。
3月24日，新增确诊11例，累计73例。
3月25日，新增确诊3例，累计76例。
3月26日，新增确诊8例，累计84例。
3月27日，新增确诊12例，累计96例。
3月28日，新增确诊6例，累计102例。
3月29日，新增确诊4例，累计106例。
3月30日，新增确诊1例，累计107例。
3月31日，新增确诊7例，累计114例。

### 4月
4月1日，新增确诊11例，累计125例。
4月2日，新增确诊3例，累计128例。
4月3日，新增确诊2例，累计130例。
4月4日，新增确诊4例，累计134例。
4月5日，新增确诊1例，累计135例。
4月6日，新增确诊4例，累计139例；累计死亡7例，治愈31例。
4月8日，新增确诊2例，累计141例；累计死亡8例，治愈43例。
4月9日，新增确诊2例，累计143例。
4月13日，新增确诊2例，累计145例；累计治愈67例。
4月18日，新增确诊3例，累计148例。
4月23日，新增确诊1例，累计149例。
4月30日，新增确诊2例，累计151例。

### 5月
5月1日，新增确诊1例，累计152例。
5月7日，新增确诊1例，累计153例；累计死亡13例，治愈104例，重症4例。

### 2021年
11月中旬，瓜德罗普发生反对防疫措施的集会游行活动，集会游行者反对健康通行证措施以及反对强制医护人员接种新冠疫苗。結果集会游行演变为暴力示威，警察遭槍擊，珠宝店被洗劫，多栋建筑被破坏，多辆汽车被焚毁，当地多间学校、邮局和法院等公共设施关闭。截至20日已有數十人被逮捕。